# Rankinston
Rankinston est un village situé dans l’East Ayrshire, en Écosse au Royaume-Uni.